# Kukoricaolaj

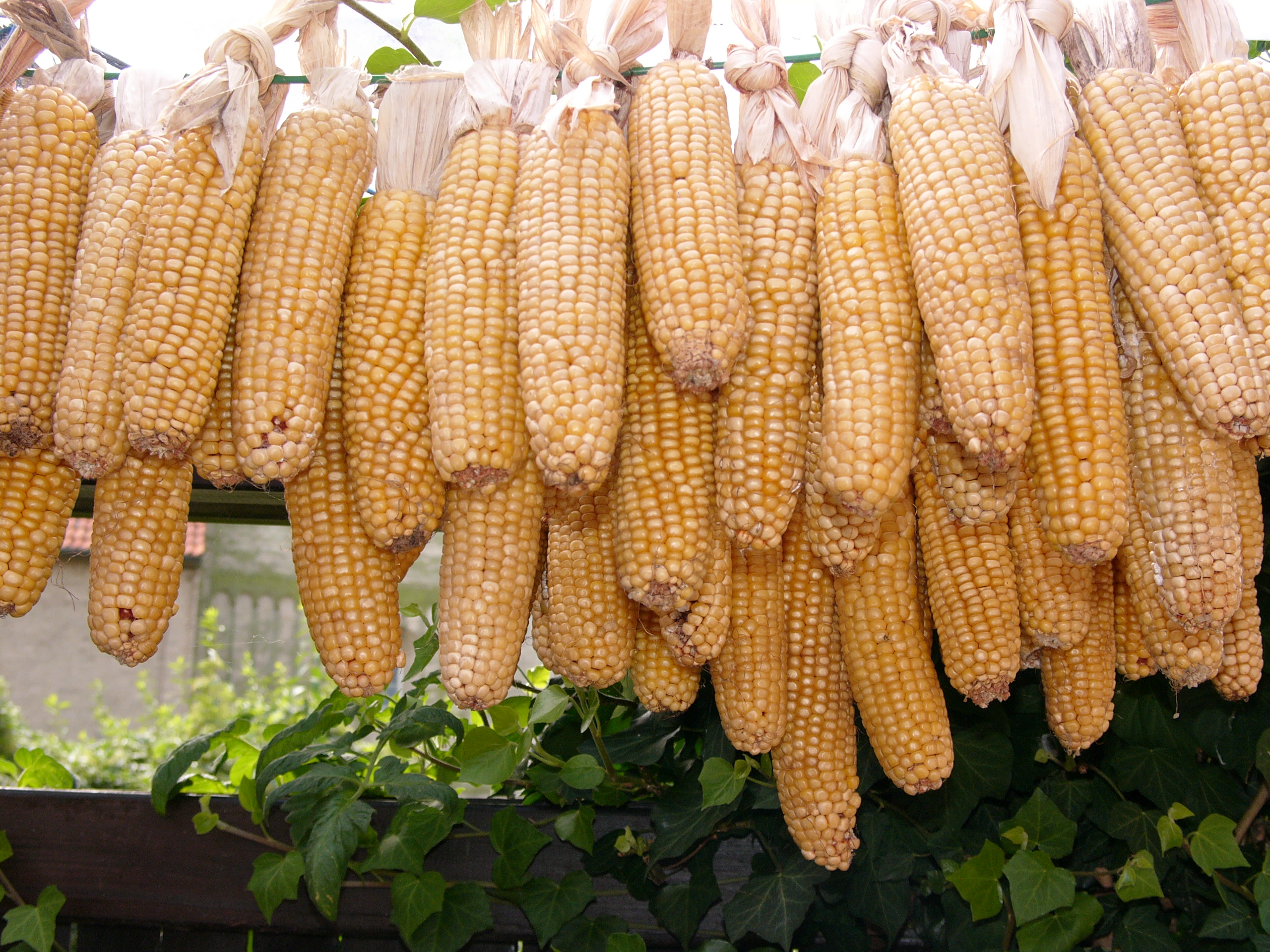
Az alapanyag

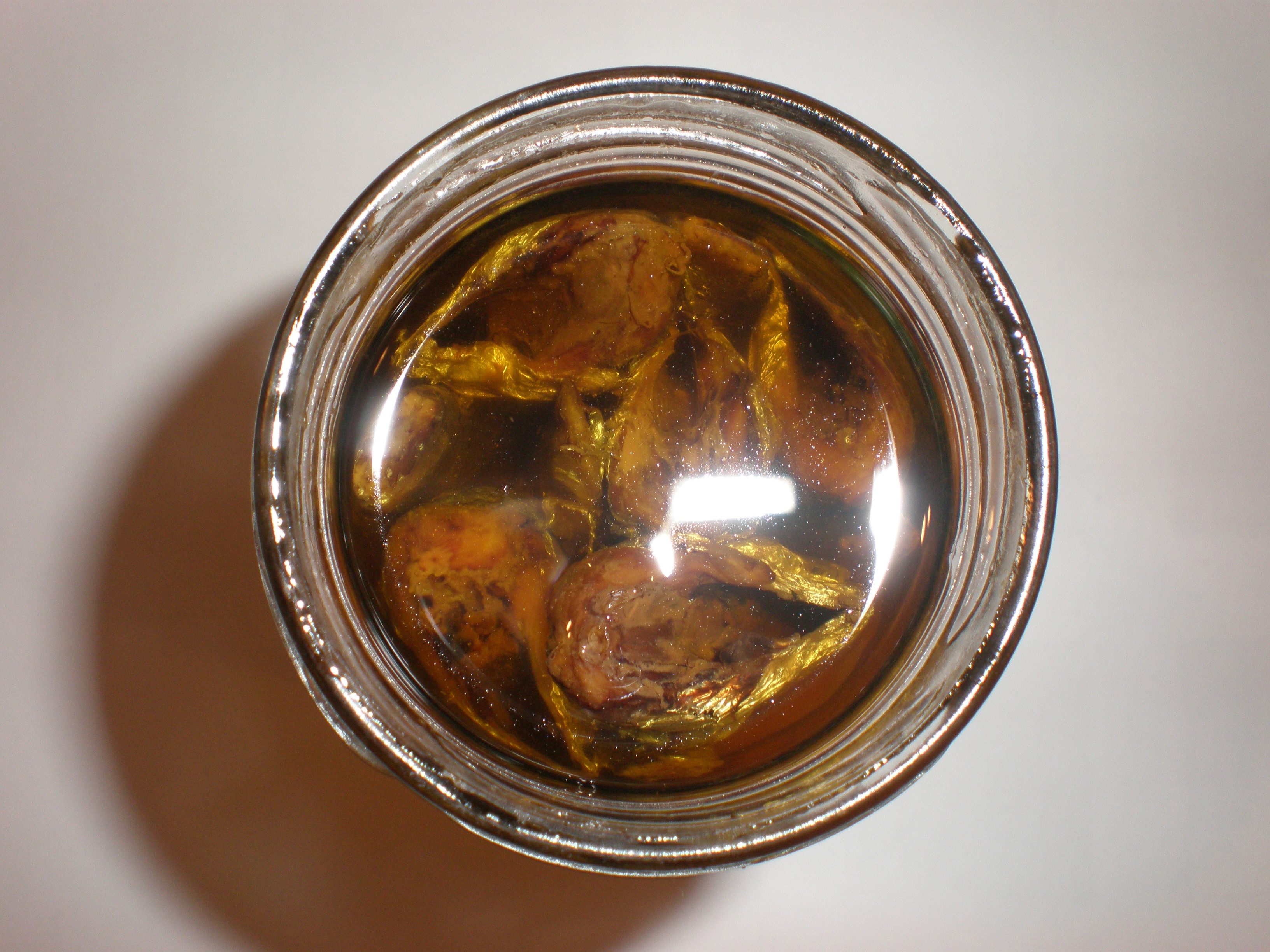
szardínia kukoricaolajban

A kukoricaolaj főleg étkezési célokra gyártott, kedvező élettani hatásokkal rendelkező halványsárga színű növényi zsiradék.

## Felhasználása
A kukorica növény (Zea mays) magjából préselt olaj könnyen és olcsón előállítható, a gasztronómiai célú felhasználását a semleges íze, színe és illata nagyban segíti.
A kukoricaolaj sok más célra is felhasználható. Az egyik legjelentősebb felhasználási módja a biodízel előállítás, mivel nagy mennyíségben termelik a kukoricát alternatív üzemanyagként hasznosítható a belőle nyert olaj. A kozmetikai ipar is jelentős felhasználó szappanok, krémek, testápolók alapanyaga. Ezeken kívül festékek, tinták, nitroglycerin, rovarirtók, gyógyszerek alapanyaga és textíliák gyártásánál is felhasználják. A művészek az olajfestmények készítésénél a festék hígítására használják.

## Élettani hatásai
Kedvező hatásai vannak a bőr különböző megbetegedéseire például a pikkelyes ekcémákra, puhává és rugalmassá teszi a bőrt. A haj és fejbőr bántalmainál is segíthet és akár a korpát is képes eltüntetni. Allergiáknál, asztmáknál és idült fejfájásoknál is eredményesen alkalmazható. A kukoricaolaj savassága elősegíti a vizelet savasságának fenntartását és segít átállni a szervezetnek lúgos pH-ról savasra. Kedvező zsírsavösszetétele miatt a szív- és érrendszeri problémákban is segíthet.

## Összetétele
A kukoricaolaj 99%-a triglicerid, amelyből 59% többszörösen telítetlen zsírsav, 24% egyszeresen telítetlen zsírsav és 13% telített zsírsav.

### Zsírsavösszetétel
| Rövid jelölés | Triviális név | Család          | Százalék |
| ------------- | ------------- | --------------- | -------- |
| 16:0          | palmitinsav   | telített        | 42,78    |
| 18:1          | olajsav       | ω-9, telítetlen | 38,24    |
| 18:0          | sztearinsav   | telített        | 7,56     |
| 20:4          | arachidonsav  | ω-6, telítetlen | 4,82     |
| 18:2          | linolsav      | ω-6, telítetlen | 1,85     |
| 24:0          | lignocerinsav | telített        | 0,22     |

| Energia 885 kcal 3699 kJ |       |
| Szénhidrátok | 0.0 g |
| - Cukrok 0.0 g |       |
| - Étkezési rostok 0.0 g |       |
| Zsír | 100 g |
| Fehérje | 0.0 g |
| C-vitamin 0.0 mg | 0%    |
| E-vitamin 51.49 mg | 343%  |
| Vas 0.0 mg | 0%    |
| A százalékos értékek az amerikai felnőttek számára javasolt napi mennyiségre (RDA) vonatkoznak. Forrás: USDA tápanyag adatbázis |       |

## Fő termelők
| 1                | USA                     | 1,707,600 |
| 2                | Kína                    | 483,700   |
| 3                | Brazília                | 145,548   |
| 4                | Dél-afrikai Köztársaság | 83,700    |
| 5                | Japán                   | 82,503    |
| 6                | Olaszország             | 69,300    |
| 7                | Franciaország           | 67,900    |
| 8                | Belgium                 | 64,700    |
| 9                | Kanada                  | 62,300    |
| 10               | Törökország             | 53,000    |
| 11               | Argentína               | 46,800    |
| Forrás : FAOSTAT |                         |           |

## Fordítás
- Ez a szócikk részben vagy egészben  a   Corn oil című angol Wikipédia-szócikk fordításán alapul.  Az eredeti cikk szerkesztőit annak laptörténete sorolja fel. Ez a jelzés csupán a megfogalmazás eredetét és a szerzői jogokat jelzi, nem szolgál a cikkben szereplő információk forrásmegjelöléseként.